# Nesle-le-Repons
Nesle-le-Repons ist eine französische Gemeinde mit 138 Einwohnern (Stand: 1. Januar 2022) im Département Marne in der Region Grand Est (vor 2016 Champagne-Ardenne). Sie gehört zum Arrondissement Épernay und zum Kanton Dormans-Paysages de Champagne.

## Geographie
Nesle-le-Repons liegt rund 40 Kilometer südwestlich von Reims. Nachbargemeinden sind Troissy im Norden, Mareuil-le-Port im Nordosten, Festigny im Osten sowie Igny-Comblizy im Süden und Westen.

## Bevölkerungsentwicklung
| Jahr                       | 1962 | 1968 | 1975 | 1982 | 1990 | 1999 | 2006 | 2011 | 2018 |
| -------------------------- | ---- | ---- | ---- | ---- | ---- | ---- | ---- | ---- | ---- |
| Einwohner                  | 168  | 164  | 121  | 111  | 111  | 114  | 145  | 158  | 146  |
| Quellen: Cassini und INSEE |      |      |      |      |      |      |      |      |      |

## Sehenswürdigkeiten
- Kirche Saint-André